# Liberty Professionals Football Club
Il Liberty Professionals Football Club è una società calcistica con sede ad Accra, in Ghana.
Fondato nel 1997, milita nella massima serie del campionato ghanese di calcio e disputa le partite casalinghe a Dansoman Park, che ha 2 000 posti a sedere.